# Насадження сосни Веймутової (Березнівський район)
Наса́дження сосни́ Ве́ймутової — ботанічна пам'ятка природи місцевого значення в Україні. Розташована в межах Березнівського району Рівненської області, біля села Михалин. 
Площа 0,4 га. Статус присвоєно згідно з рішенням Рівненського облвиконкому № 343 від 22.11.1983 року (зі змінами рішення облвиконкому № 98 від 18.06.1991 року та рішення облради № 1331 від 25.09.2009 року). Землекористувач: ДП «Березнівський лісгосп» (Балашівське лісництво, кв. 31 вид. 38). 
Статус присвоєно з метою збереження рідкісних дерев на Рівненщині. Загалом збереглося 33 дерева сосни Веймутова. Найбільше дерево має в обхваті 265 см і висоту близько 35 м. Також тут поодиноко зростають сосна звичайна, ялина європейська, осика, модрина.